# Cesare Pronti
Cesare Pronti (Cattolica, 30 novembre 1626 – Ravenna, 22 ottobre 1708) è stato un pittore italiano.

Sansone e Dalila, olio su tela

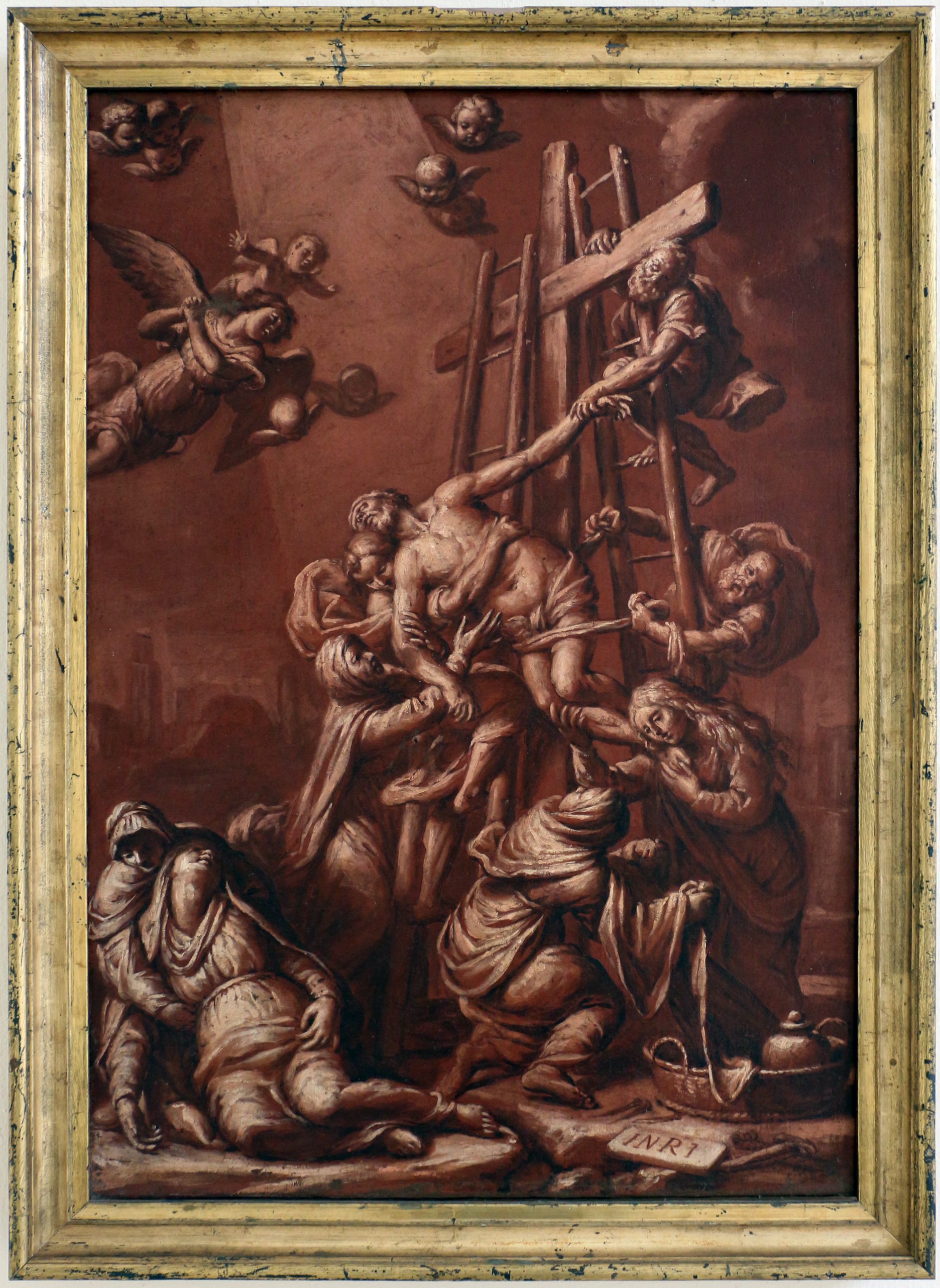
Deposizione di Cristo dalla croce

Nacque da Marcantonio Baciocchi e dalla riminese Caterina Pronti, mostrando fin da bambino spiccata inclinazione all'arte ed al disegno. Narra un aneddoto citato da Lione Pascoli che egli ancor fanciullo al vedere, nella fiera di Senigallia, una raccolta di bei quadri in una bottega, si fermò a contemplarli per più ore immemore del pranzo e dei genitori che lo cercavano. 
All'osservatore che lo guardava perplesso e lo invitava ad andare a mangiare, rispose risentito: 
"Che pretendete forse di mandarmi a pranzo per timore che non mangi i vostri quadri? Io non ho mai veduto che gli occhi mangino, né che per vedere cose esposte al pubblico si paghi la vista, o che si logorino per soverchio guardarle. Ho fatto questa mattina di buon'ora colazione e non ho fame e mentreché altri stanno qui vi posso stare ancor io al par di loro."
Per assecondare tale inclinazione e per imparare l'arte venne inviato a Bologna a bottega dal Guercino, ove rimase qualche anno, abbandonando il cognome paterno a favore di quello della madre, trasferendosi poi a Rimini, ove vestì l'abito talare dei padri di Sant'Agostino. Terminato il noviziato, tornò a Bologna dal Guercino per completare la sua formazione artistica: indi si stabilì definitivamente in un convento degli Agostiniani a Ravenna, diventando noto come Padre Cesare da Ravenna (o anche frà Cesare Baciocchi).
Cesare Pronti, "prospettivo, architetto e pittore", apprezzato dai contemporanei e noto per l'attenzione nelle sue opere verso il tema dell'architettura intesa nei suoi aspetti prospettici, pittoreschi e decorativi, per le sue pitture si accontentava di pochissimo e molte volte era grande difficoltà fargli accettare qualcosa che superasse il valore dei colori; questa modestia d'animo è ravvisabile anche nella disponibilità a realizzare opere di minore importanza come stemmi di cardinali protettori, fregi per varie cappelle, cartigli per accademie.
Seguace del Guercino, fu a contatto col Cignani e pittori della sua cerchia: sue opere anche di grande dimensione sono tuttora visibili in chiese e musei di Ravenna, Rimini, Pesaro ed altre città della Romagna, mentre sono citati dal Pascoli ritratti e prospettive da lui eseguiti anche per committenti esteri.
Rinomato all'epoca come quadraturista, sono oggi rimaste poche testimonianze degli interni di architettura da lui dipinti: in particolare a Ravenna la restaurata cappella della ex sagrestia della chiesa di San Romualdo a Ravenna (oggi Sala Muratori), adiacente la Biblioteca Classense, e lacerti di scene prospettiche nella ex chiesa di San Nicolò.
Morì nel 1708 e fu seppellito nella chiesa di San Nicolò a Ravenna: l'edificio verrà sconsacrato nel XIX secolo, trasformato prima in magazzino e poi in cavallerizza, disperdendosi ogni traccia dei resti del pittore.

## Mostre
Cesare Pronti. Un omaggio in quattro atti, a cura di Alessandro Giovanardi, Cattolica, 10 luglio - 12 dicembre 2021, Galleria Comunale Santa Croce.